# باتشان باندي (فلم)
باتشان باندي (بالإنجليزية: Bachchan Paandey) هو فيلم أكشن كوميدي هندي تم عرضه سنة 2022 من إخراج فرهاد سامجي وإنتاج ساجد ناديادوالا وبطولة أكشاي كومار، كريتي سانون، جاكلين فيرنانديز وأرشد وارثي. إن الفيلم هو إعادة إنتاج للفيلم التاميلي جيغارتاندا لعام 2014  والذي كان مستوحى من الفيلم الكوري الجنوبي الكرنفال القذر الذي تم عرضة عام 2006.
صدر الفيلم بشكل بصالات السينما في 18 مارس 2022. أشاد النقاد بأداء كومار لكنهم انتقدوا القصة والسيناريو وتطور الشخصية السيئة والكتابة والكوميديا غير الضرورية والعمل الضعيف. حقق الفيلم فشلاً في شباك التذاكر لكن أغنية «ميري جان ميري جان» التي غناها بي براك اكتسبت شهرة.

## القصة
تم تكليف ميرا ديفيكار، المخرجة الناشئة، بمهمة من قبل أحد المنتجين لكتابة قصة عن عصابات عنيفة ومثيرة لإنتاج فيلم. لإرضاء وجهة نظر المنتج التجارية وتعطشها لعمل نقلة واقعية في حياتها، قررت كتابة عن حياة رجل عصابات حقيقي للسيناريو. أدى بحثها المكثف إلى تعرضها للتهديد من باتشان باندي رجل العصابات الذي هو أعور العين من باغوا، وهو رجل عصابات لا يرحم محاط بأتباع مجرمين ومخيفين.
تسافر ميرا إلى باغوا حيث تلتقي بصديقها المقرب فيشو وتخبره عن فكرة فيلمها عن باتشان، فيغضب فيشو ويطلب منها المغادرة ولكن قامت ميرا باقناعة بمساعدتها في الفيلم. بدأ كل من فيشو وميرا باستهداف أتباع باتشان في محاولة للاقتراب منه. يخبرهم فيرجن عن حبيبة باتشان السابقة صوفي، التي قتلت على يد باتشان. بعد ذلك اقنعت ميرا فيرجن بوضع الصور التي تم التقاطها له سابقا عندما تعرفوا عليه على الهاتف المحمول لتقوم بوضع ميكروفونًا في الهاتف للتنصت على محادثاته مع باتشان.
في وقت لاحق، تم الكشف عن أن فيرجن كانت يخون باتشان بتعاون مع مجرم أخر رانا لوهيا، ليتم القبض عليه وقتله. يستمع فيشوو ميرا إلى جريمة القتل من خلال الميكروفون، لكن عصابة باتشان تكشفهم ليتم القبض عليهم لاحقا. يذهب باتشان لقتل فيشو وميرا، لكنه يتراجع عن قرارة عندما يكتشف أن ميرا تريد ان تقوم بإخراج فيلم للعصابات، بشرط أن يلعب باتشان دور بطل الفيلم. لم تقبل ميرا في البداية، لكن باتشان اختطف منتجها، وأجبرت ميرا على الاستماع إلى قصتة لكتابة السيناريو. وبعد ذلك يتم تدريب باتشان وعصابته على التمثيل في جو تسوده الكوميديا ولمن كانت هنالك مشاكل وعراقيل بسبب ان باتشان وعصابته كانوا همجيين وجهلة ولا يفقهون شيئا مما يفعلوا، وبعد مرور عده أيام أيام يبدا التصوير للفيلم ليتم الانتهاء من التصوير.اكتمل الفيلم في النهاية وصدر في دور العرض. في البداية، كان باتشان ورفاقه متحمسين وقاموا بالترويج للفيلم المسمى "BP"، معتقدين أنه دراما العصابات الجريئة التي تم تسويقها على أنها. لرعبهم، تبين أن الفيلم كوميدي يصورهم بشكل سلبي. من ناحية أخرى، ثبت أن فيلم ميرا حقق نجاحًا كبيرًا وحصل على الثناء من وسائل الإعلام الخاصة بها ومخرجها الذي اعتاد على انتقادها كثيرًا.

## الممثلون
- أكشاي كومار بدور باتشان باندي.
- كريتي سانون بدور ميرا ديفيكار.
- جاكلين فيرنانديز بدور صوفي.[8]
- أرشد وارثي بدور فيشو.
- بانكاج تريباثي بدور غوروجي بهافيش بوبال.
- باتريك بابار بدور فيرجن.[9]
- سانجاي ميشرا بدور بافيريا تشاتشا.
- أبهيمانيو سينغ بدور بندول.[10]
- أشوين مشران بدور المنتج راكيش فيرما.
- أحمد خان بدور المخرج السينمائي.
- سيما بيسواس بدور السيدة باندي، والدة باتشان.

## الإنتاج

### التطوير
كان من المفترض في البداية أن يقوم باتشان باندي بإعادة إنتاج فيلم التاميلي فيرام ، لكن صانعي الفيلم قاموا بتغيير النص للتوصل إلى فكرة أخرى. ومع ذلك، ذكرت مصادر لاحقة أن باتشان باندي هو فيلم جديدة بنفس قصة فيلم التاميلي جيغارتاندا.
العنوان مشتق من شخصية تحمل الاسم نفسه، لعبها كومار، في فيلم الحركة تاشان عام 2008.

### التصوير
بدأ التصوير الرئيسي في 6 يناير 2020 في جيسلمير. بسبب جائحة فيروس كورونا، تأخر إطلاق الفيلم،  أعيد التصوير في 6 يناير 2021. وانتهى في يوليو 2021.

## العرض الاول

### السينما
كان من المقرر سابقًا إطلاق سراح باتشان باندي في 1 يناير 2020،  ولكن تم تغييره إلى 22 يناير 2021 بناءً على طلب عامر خان. صدر الفيلم أخيرًا بشكل مسرحي في 18 مارس 2022.

### وسائل الإعلام الرئيسية
يُعرض الفيلم الآن على أمازون برايم فيديو اعتبارًا من 15 أبريل 2022. حصلت زي سينما على حقوق القمر الصناعي 

### شباك التذاكر
ربح باتشان باندي 13.25 كرور روبية في شباك التذاكر المحلي في يوم افتتاحه. في اليوم الثاني والثالث، جمع الفيلم 24 كرور روبية. ليصل إجمالي مجموعة عطلة نهاية الأسبوع إلى 37.25 كرور روبية. اعتبارًا من 24 مارس 2022، حقق الفيلم 49.98 كرور روبية في الهند و 13.67 كرور روبية في الخارج، لمجموعة إجمالية عالمية من ₹ 73.17 كرور روبية. واجه الفيلم منافسة شديدة مع ملفات كشمير، والذي تم إصداره قبل أسبوع واحد، وتسبب في تعثره في شباك التذاكر.

## روابط خارجية
- مقالات تستعمل روابط فنية بلا صلة مع ويكي بيانات